# Nirmala Srivastava

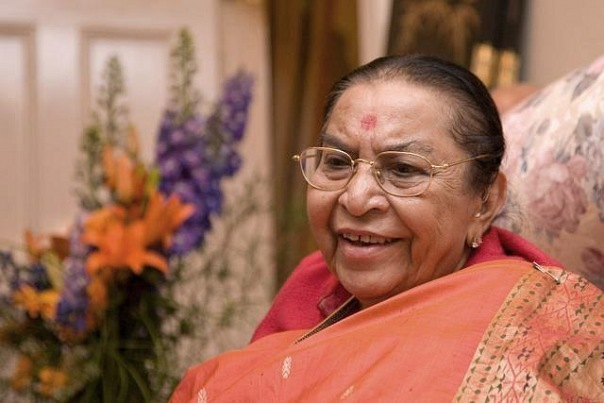
Nirmala Srivastava

Nirmala Srivastava (* 21. März 1923 in Chhindwara, Britisch-Indien; † 23. Februar 2011 in Genua, Italien) ist die Begründerin von Sahaja Yoga. Sie wird von ihren Anhängern Shri Mataji Nirmala Devi genannt.

## Leben
Nirmalas Eltern Prasad und Cornelia Salve waren protestantische Christen. Ihr Vater war Rechtsanwalt und vor der Unabhängigkeit Mitglied der indischen Legislative. Mit 17 Jahren kam sie in das Ashram von Mohandas Gandhi, in dem sie blieb, bis sie 19 war. Sie studierte zwei Jahre am Balakram Medical College in Lahore Medizin. Kurz vor der Unabhängigkeit Indiens im Jahre 1947 heiratete sie Chandrika Prasad Srivastava, der bald als Sekretär des späteren Premierministers Lal Bahadur Shastri arbeitete und später drei Legislaturperioden bis zu seiner Pensionierung Generalsekretär für maritime Angelegenheiten der Vereinten Nationen in London war. Zwei Töchter gingen aus dieser Ehe hervor.
Nirmala Srivastava beschäftigte sich mit dem Hinduismus und begründete 1970 die Sahaja-Yoga-Bewegung, die in 140 Ländern Verbreitung findet und als Neue Religiöse Bewegung gilt. Ihre Anhänger verehren sie als Inkarnation der Adi Shakti, des heiligen Geistes bzw. der Mutter des Universums.

## Dokumentarfilm
- Nirmala Devi: Freedom and Liberation – Ein Leben für die Freiheit (2006, 82 Minuten)